# 嬰兒

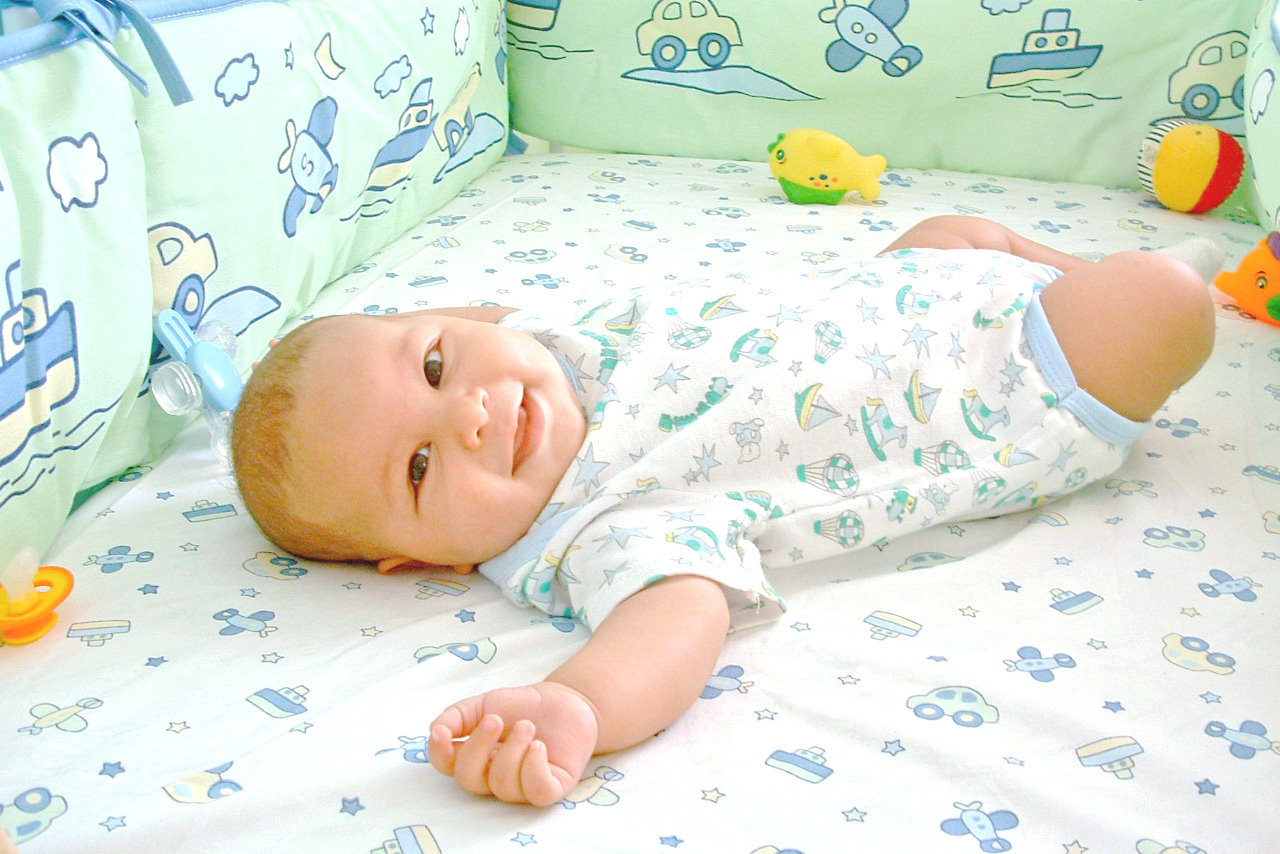
人類的嬰兒

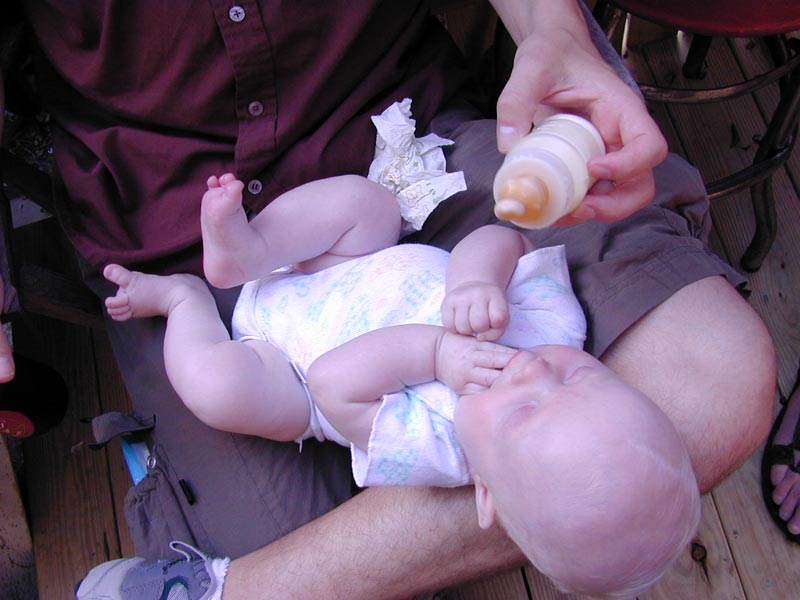
嬰兒喝奶

嬰兒（英語：infant, baby）是指剛出生的兒童，是人類一生的第一階段。婴儿的年龄定义各界略有不同，一般是小于1岁。其中，未满28天者，特称为新生儿。
父母對嬰兒與兒童展現愛與關懷是至關重要的，不論是親生父母或養父母都一樣。像例如羅馬尼亞共產黨時代，因為770法令，使得出生率上升，但這也導致大量嬰兒被棄養至孤兒院。而對羅馬尼亞孤兒院兒童的研究顯示，這些兒童的大腦白質與灰質都小於一般兒童。這些兒童也有許多諸如抽動、暴怒、偷竊和自我懲罰等異常行為，其智能與學業成就也較低；而被從孤兒院送交領養的兒童在語言、智商與社會情緒方面都出現改進，他們能出現安全依附，且情緒表達能力也有所進步；但相對於未曾被送進孤兒院的兒童，這些兒童各方面的發展依舊較慢。且弃养孤儿的异常行为会随着年龄逐渐向内发展，造成严重的精神障碍。

## 语源
根據《說文解字》所述，嬰兒的「嬰」字，本意為女性的頸部飾物等寶貝，後引申解作為抱在胸前哺乳之初生兒。嬰兒的英语 infant 源于拉丁语 īnfantem，词根 īn- (not，不) 和 fāns（speak/say，说），义为「不懂說話」。英語一般语境下是指小於一歲或未學會走路的人類。漢語「嬰兒」則指一歲以下或未斷奶的兒童，不管是否能夠行走。

## 新生婴儿的外表

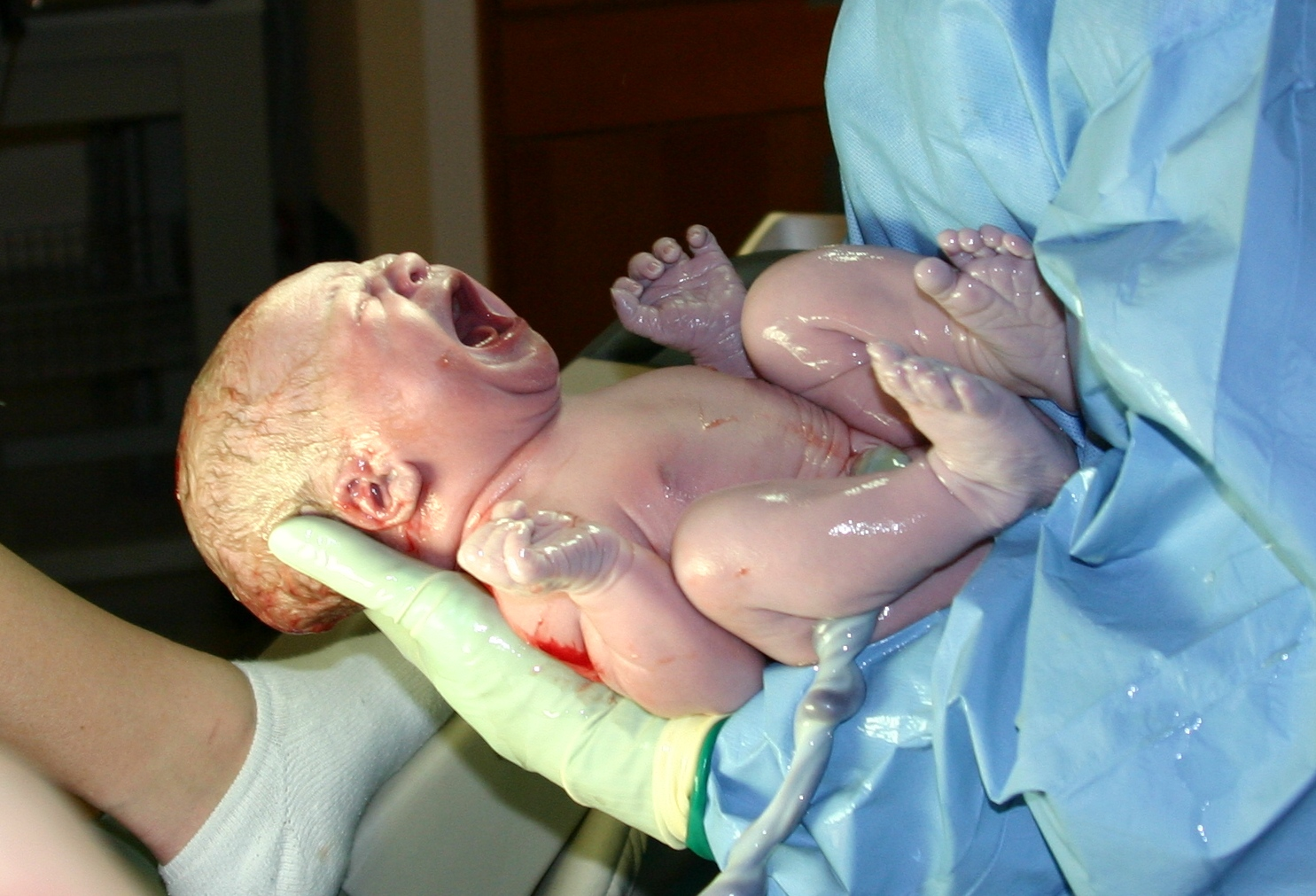
剛剛出生的嬰兒

剛剛出生的嬰兒臍帶數星期後自己會脫落。有些嬰兒出世時有很多頭髮，但亦有些卻相反。

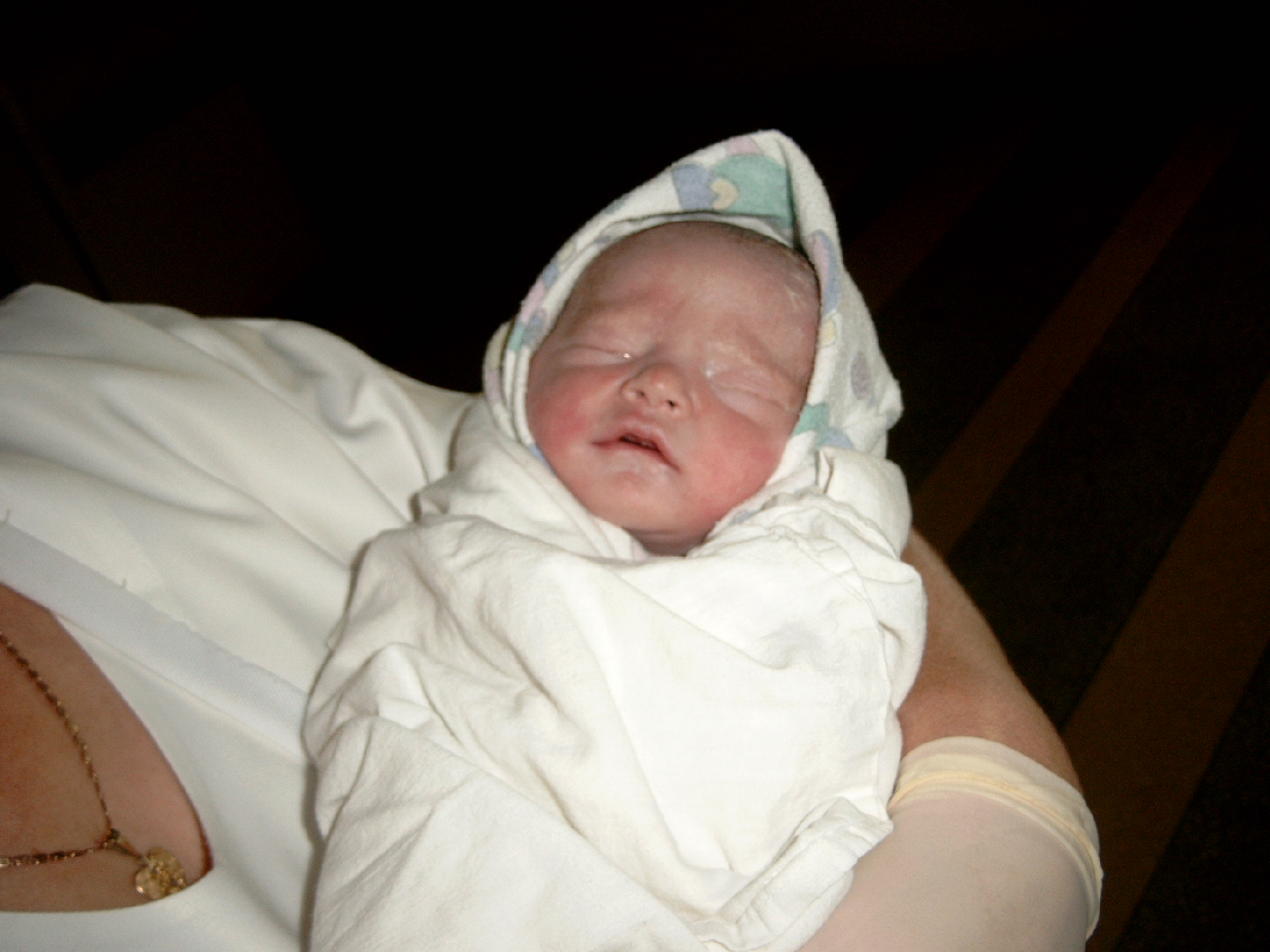
白色的胎兒皮脂（vernix caseosa），剛剛出生的嬰兒

剛剛出生的時候，嬰兒的皮膚呈暗藍色，一開始呼吸就會回復正常膚色。他們剛出生時還會有一層白色的東西，稱為胎脂（英語：Vernix caseosa），有抗菌作用。手腳後來會脫皮，還會有胎記。
嬰兒的性器官會紅腫，男嬰的陰莖會又大又紅，陰囊異常的大，無論男女嬰兒的胸部都會大，是由於母體的激素造成的短暫情況。男女嬰兒的乳頭可能會產出奶，或女嬰從陰道流出血或奶狀的液體，兩個情況都是正常的，均是受母體激素的影響，很快會消失。
嬰兒的臍帶呈藍白色，臍帶剪掉以後，帶子上會留下2至5公分的傷口，不過到了三星期左右，就會變乾、變黑並縮小，最後整個自己脫落。
除了胎記外，這些種種剛剛出生的嬰兒的特徵很快就都會消失。

## 婴儿的感官
婴儿自出生起就与成人一样具有五感。

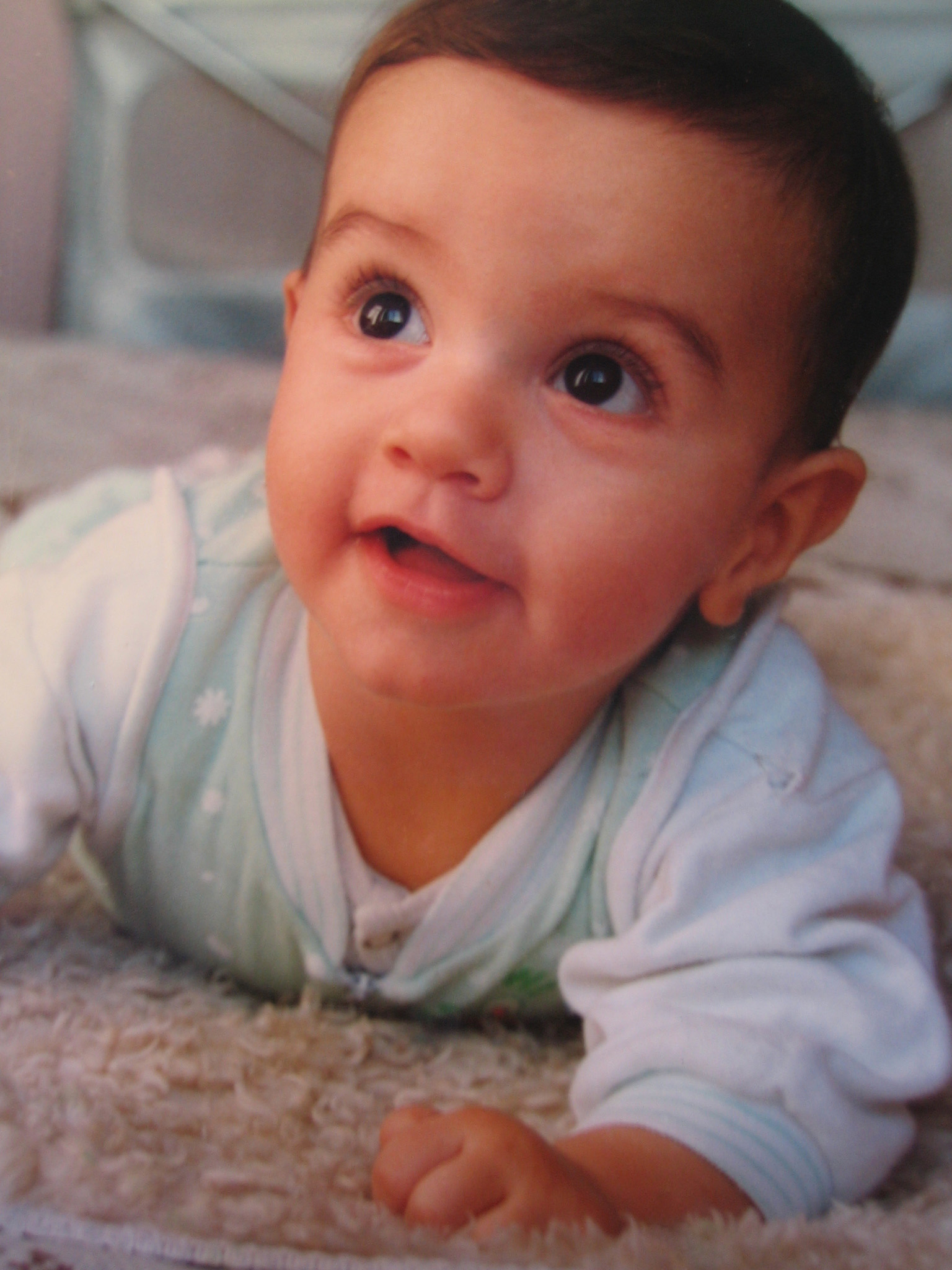
當嬰兒不睡覺、不哭鬧、不吃奶的時候，就會四處瞧。

哭泣是婴儿的本能，婴儿通过哭泣来传达饥饿、兴奋、厌倦、不适等感受。
绝大多数婴儿健康组织提倡母乳喂养。当无法进行母乳喂养时，可以使用装有母乳或婴儿配方奶粉的奶瓶代替。婴儿喜歡啜手指、啜乳头、啜奶嘴。啜東西是他們的本能，讓他們可以自己吃奶。
婴儿最喜歡被轻轻拍打、拥抱和抚摸，这可能是由于这些动作给婴儿的感觉与母体内环境类似。婴儿的睡眠比成人多的多，大约每天 14~17 小时，新生儿达到每天18小时以上，随着年龄的增大睡眠逐渐减少。
新生嬰兒的視力大约只有0.05，只能看到视力表上最大的那个"E"。随着年龄的增长，大约2岁时，才能提高到1.0。新生儿一生下来或几天后，便能睁开双眼，接受光线。大约6到8周时，开始能够凝视物体，并随着物体的移动而转动视线。大概4个月时，两眼的立体感逐渐发育，可以用双眼定位物体。
嬰兒還在母體時，就可以在自己體內發出像母親般的心跳聲，亦能聽到外界的聲音。胎中的嬰兒雖然浸在羊水中，但亦可聽到聲音。嬰兒對女性的聲音作出的反應大於男性的聲音。
嬰兒一出生就對甜、酸、苦、鹹有反應，甜的東西最為喜歡。一出生嗅覺就很發達，在第一個星期，已經可以分辨到母親跟其他女性的奶的味道。

## 嬰兒夭折率
夭折率是嬰兒在滿一歲之前死亡的比率。可分為兩種：出世首27天死稱為新生兒死亡（英語：neonatal death）；第28天以後死亡的稱為新生兒產後死亡率（英語：post-neonatal death）。死因包括：缺水、感染、先天畸形、嬰兒猝死症。

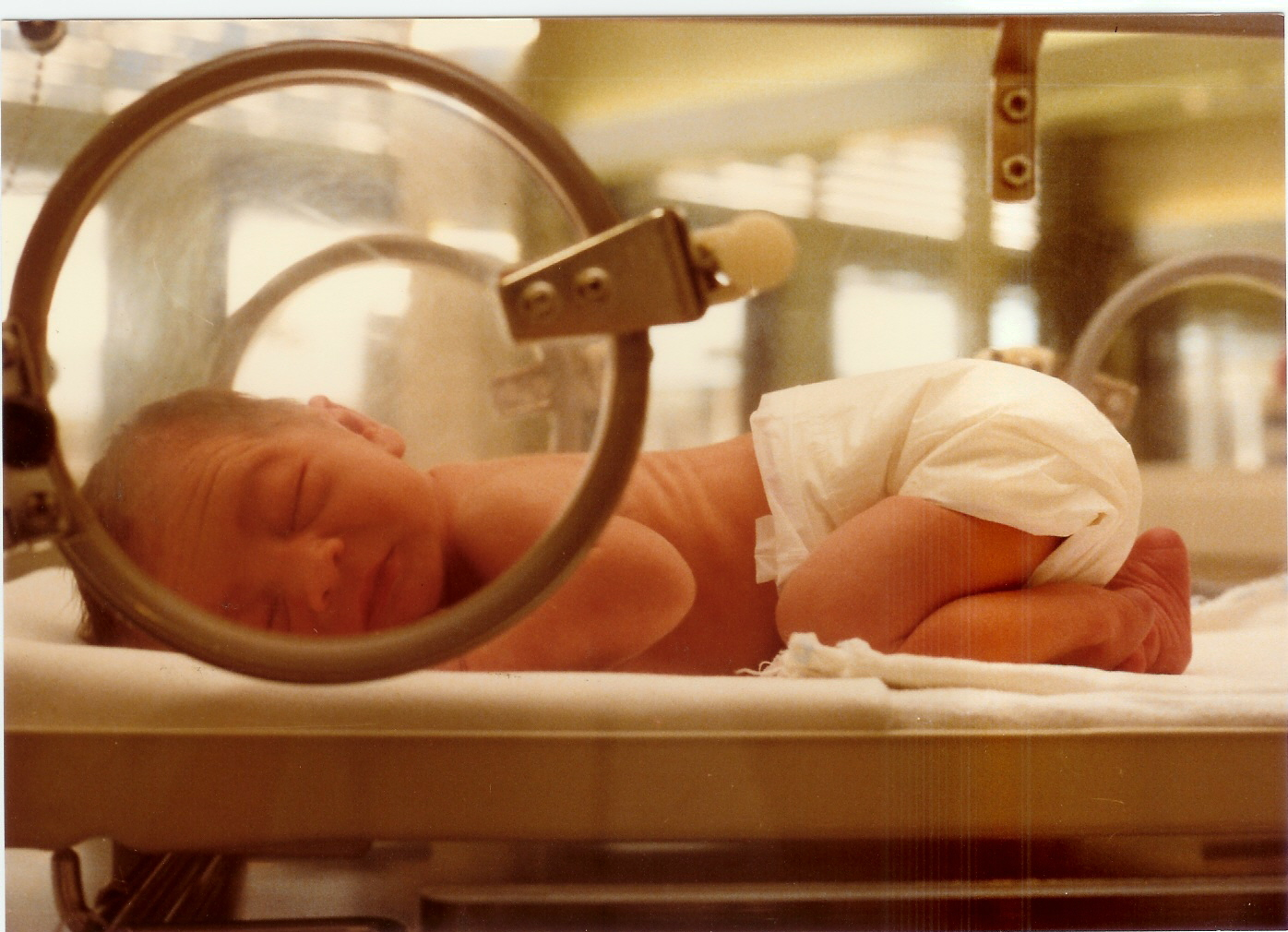
人類嬰兒

## 婴儿适宜食物

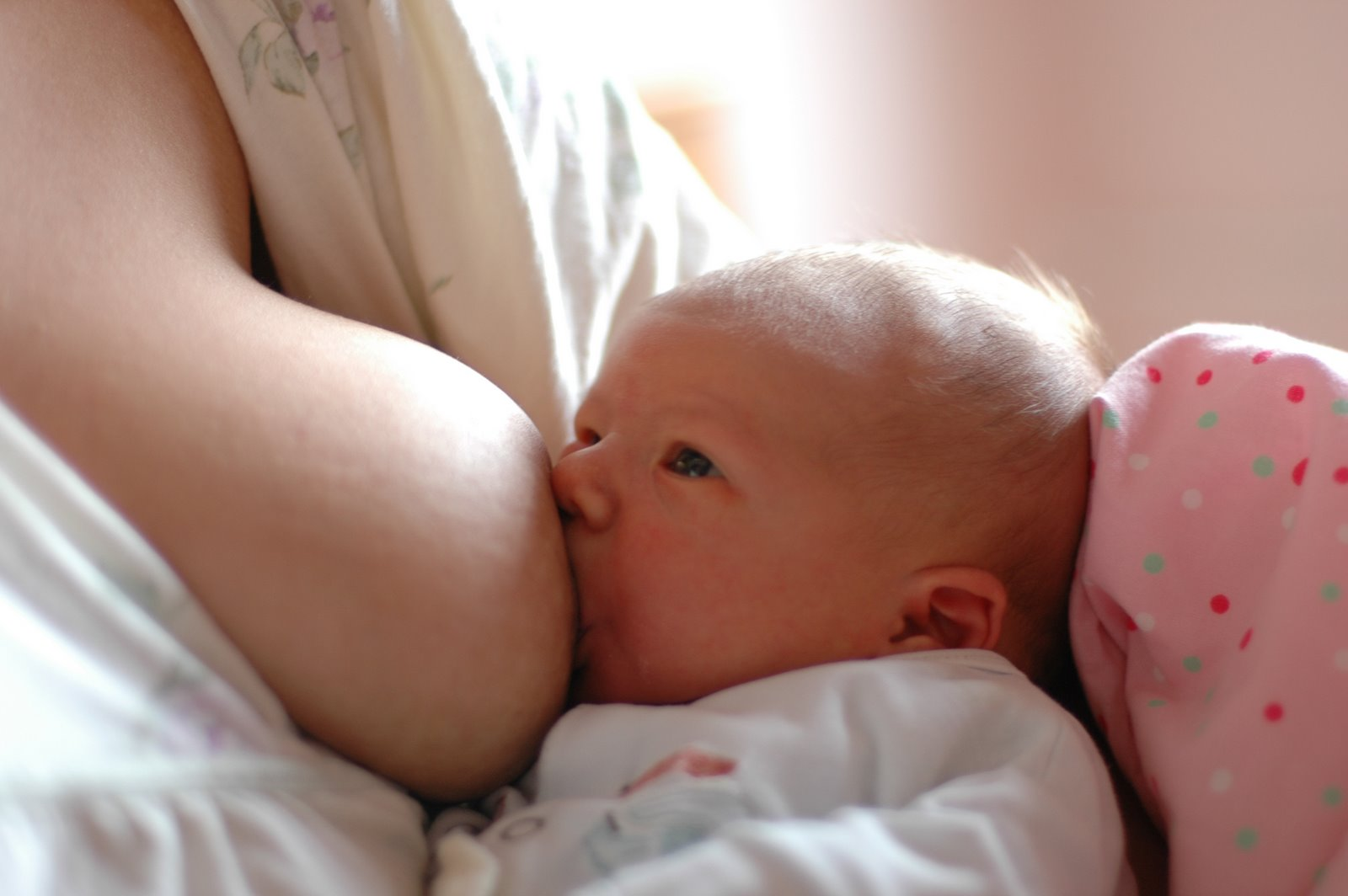
婴儿母乳喂养

母乳是初出生嬰兒最理想的食物，世界衛生組織建議母乳餵養至嬰兒六個月大，於六個月（180天）大之後，添加適宜嬰兒成長需求的副食品。
- 一（1～6个月龄）：纯母乳喂养，不添加母乳以外的任何食物，包括水，果汁，米糊等。
- 二（6～9个月龄）：母乳依然为主食，添加食物包括米糊、粥、水果汁、菜汁、蛋黄、鱼泥、肉糜等。
- 三（10～12个月龄）：添加烂面条、水果、碎菜、肝泥、和肉糜等容易消化的食物。
- 四（1岁以后）：尽量继续母乳至2岁。逐步增加稠粥、烂饭、面包、馒头、碎菜及肉末等食物。
- 五，固体食物添加顺序应该是谷类、蔬菜、水果、鱼肉类，婴儿喜爱甜食，先加水果就会拒绝蔬菜，一岁以后如果需要断奶，可以补充其他奶制品，如安全的鲜奶，酸奶，或者婴儿配方奶粉等，但配方奶粉并非首选，也非必需品。[來源請求]

## 婴儿饮食禁忌
不宜过早添加辅助食品，应在婴儿6个月后，不宜过早添加含渣食品，要适应婴儿的消化能力，制作时调味品应少放，以免加重婴儿的肾脏负担。
嬰兒攝取一般飲食即可，若要攝取加工食品，則應詢問醫師意見，市售嬰兒食品並不一定合適。為預防嬰兒肉毒桿菌中毒，一週歲（12個月齡）以下之嬰兒不應餵食蜂蜜。

## 參見

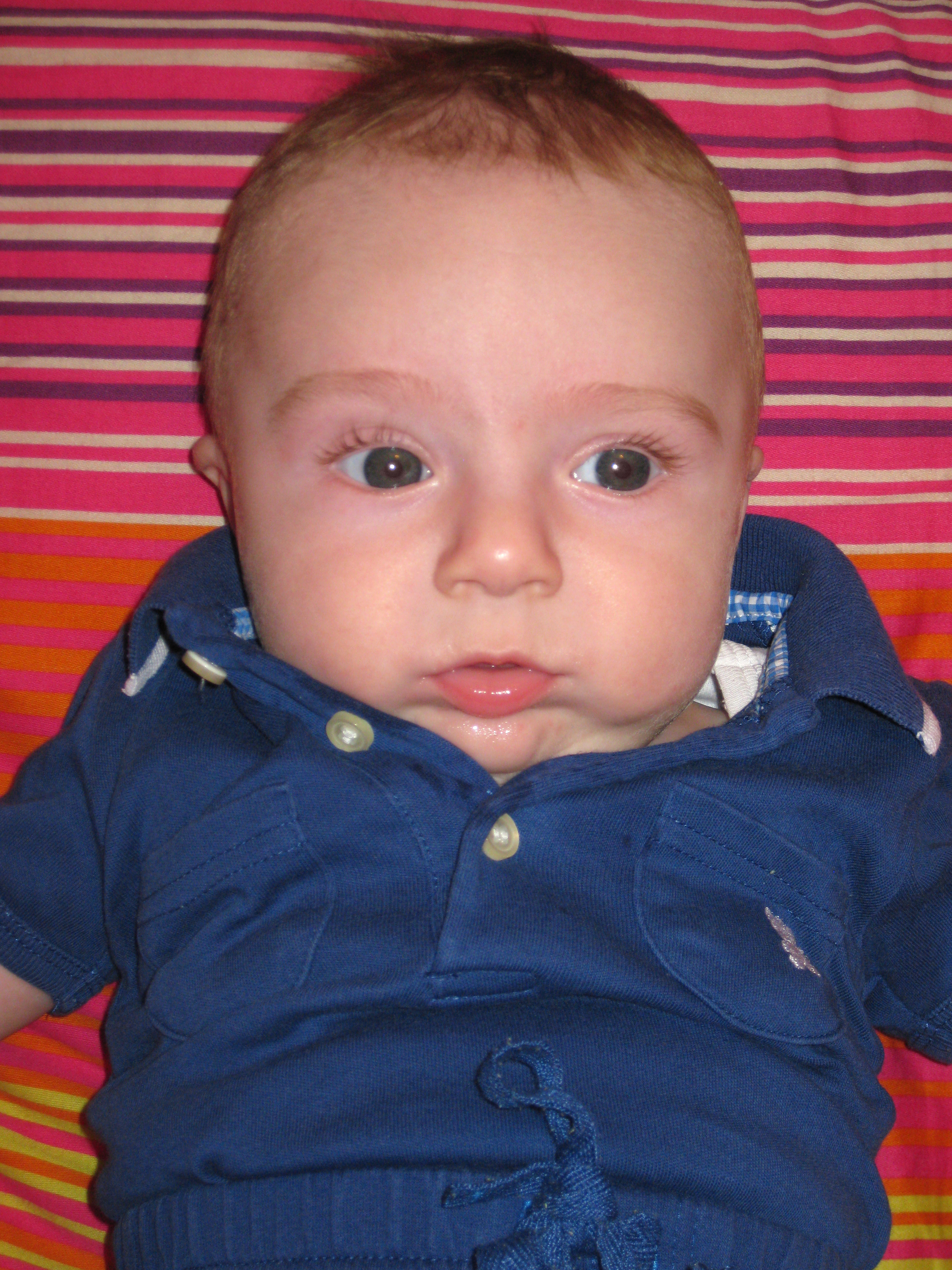
三个月婴儿

## 外部連結
- American Academy of Pediatrics（页面存档备份，存于） Professional organization for pediatricians in the United States, with parenting and disease information that pertains to infants and children
- CIA FactBook—Infant mortality rates in different countries and other health indicators
- The World Health Report 2005 – Make Every Mother and Child（页面存档备份，存于）
- Swaddling Your Baby --University of Florida/IFAS Extension Department of Family, Youth and Community Sciences